# South Texas NGL (трубопровід для ЗВГ)
South Texas NGL (трубопровід для ЗВГ) – трубопровідна система в штаті Техас для транспортвання зрідженого вуглеводневого газу (ЗВГ, LPG) між газопереробними заводами, установками фракціонування, сховищами та нафтохімічними майданчиками.
South Texas NGL переважно складається із кількох ліній, котрі простягнулись уздовж узбережжя Мексиканської затоки від Монт-Белв’ю до прикордонного з Мексикою району та сполучають між собою:
- установки фракціонування Shoup і Армстронг;
- найбільший у світі ЗВГ-хаб Монт-Белв’ю, де власнику трубопровода Enterprise Products Partners належать як потужності з фракціонування, так і підземні сховища зріджених газів;
- підземне сховище Маркгам;
- нафтохімічні майданчики в Корпус-Крісті, Пойнт-Комфорті та Фріпорті. Раніше система також подавала сировину для піролізного виробництва в Сідрифті, проте останнє було закрите 2003 року;
- нафтопереробні заводи в Корпус-Крісті та Техас-Сіті.
Крім цих ліній, призначених для фракціонованих продуктів, у складі системи існують збірні трубопроводи, орієнтовані на транспортування суміші ЗВГ. Передусім йдеться про кілька ліній, котрі сполучають газопереробні заводи на півдні Техасу (Дельміта, Томпсонвілл, Шиллінг, Сан-Мартін та інші) з районом Корпус-Крісті, де знаходиться установка фракціонування Shoup. 
Станом на початок 2000-х років система мала загальну довжину біля 1000 миль та була здатна перекачувати 96 тисяч барелів ЗВГ на добу. А в середині 2010-х, на тлі «сланцевої революції» та зростання видобутку в басейні Ігл-Форд багатого на гомологи метану природного газу, довжина турбопроводів South Texas NGL складала вже 1917 миль. Зокрема, в комплексі із запуском 2012 року ГПЗ Йоакам, здатного виділяти 37 тисяч барелів ЗВГ на добу, від нього до комплексу фракціонування в Монт-Белв’ю проклали трубопровід довжиною 168 миль. При цьому на майданчик у Йоакам організували подачу додаткових об’ємів нефракціонованих ЗВГ із півдня Техасу за допомогою трубопроводу довжиною 173 милі. 
Також можна відзначити, що в районі Монт-Белв’ю існує можливість передавати етан (один зі зріджених газів, які транспортуються системою) до етанопроводу Іджіс, введеного в дію 2015 року для забезпечення нафтохімічних майданчиків на сході Техасу та в Луїзіані.